# 明日笑顔になぁれ!/七色の世界
「明日笑顔になぁれ!/七色の世界」（あしたえがおになあれ!/なないろのせかい）は、北川理恵/宮本佳那子のシングル。2018年3月14日にマーベラスから発売された。

## 概要
2018年3月17日公開のアニメーション映画『映画 プリキュアスーパースターズ!』の主題歌を収録したシングル。
オープニングテーマの「明日笑顔になぁれ!」は北川理恵、エンディングテーマの「七色の世界」は宮本佳那子と、いずれもこれまでのプリキュアシリーズで主題歌を担当してきた歌手による物となっている。
初回限定封入特典として、ジャケットサイズ・ステッカーが同梱されている。

## 収録曲
1. 明日笑顔になぁれ!
歌：北川理恵
作詞：青木久美子、作曲・編曲：高木洋
  - 東映系アニメ映画『映画 プリキュアスーパースターズ!』オープニングテーマ
2. 七色の世界
歌：宮本佳那子
作詞・作曲：アツミサオリ、編曲：菊谷知樹
  - 東映系アニメ映画『映画 プリキュアスーパースターズ!』エンディングテーマ
3. 明日笑顔になぁれ!（オリジナル・カラオケ）
4. 七色の世界（オリジナル・カラオケ）